# Minapryna
Minapryna – organiczny związek chemiczny z grupy odwracalnych inhibitorów monoaminooksydazy (MAOI) stosowany w przeszłości jako lek przeciwdepresyjny.
Wycofana w 1996 roku ze względu na potwierdzone przypadki napadów drgawek w wyniku jej stosowania.
W badaniach laboratoryjnych wykazywała również znaczące działanie bakteriobójcze względem lekoopornych kolonii Mycobacteroides chelonae i M. abscessus.